# Rad am Ring 2016
Das 1. Rad am Ring 2016 war ein deutsches Straßenradrennen auf dem Nürburgring/Rheinland-Pfalz.
Das Eintagesrennen mit dem Beinamen Rudi Altig Race fand am Sonntag, den 31. Juli 2016, statt. Es wurden je fünf Runden auf der Nordschleife und je fünf Runden auf der Grand-Prix-Strecke ausgetragen. Zudem gehörte das Radrennen zur UCI Europe Tour 2016 und war dort in der Kategorie 1.1 eingestuft.
Sieger des Rennens wurde der Deutsche Paul Voß (Bora-Argon 18) nach einer Alleinfahrt von 70 Kilometern mit einem Vorsprung von 1:21 Minuten auf den nächsten Verfolger, seinem Teamkollegen Gregor Mühlberger.

## Rennergebnis
| #      | Fahrer              | Team                  | Zeit       |
| ------ | ------------------- | --------------------- | ---------- |
| Sieger | Paul Voß            | Bora-Argon 18         | 3h 36' 38" |
| 2.     | Gregor Mühlberger   | Bora-Argon 18         | +1' 21"    |
| 3.     | Jan Tratnik         | Amplatz-BMC           | +1' 32"    |
| 4.     | Emanuel Buchmann    | Bora-Argon 18         | +1' 34"    |
| 5.     | Davide Rebellin     | CCC Sprandi Polkowice | gl. Zeit   |
| 6.     | Patrick Konrad      | Bora-Argon 18         | +4' 02"    |
| 7.     | Nikias Arndt        | Team Giant-Alpecin    | +4' 20"    |
| 8.     | Raphael Freienstein | Team Kuota-Lotto      | gl. Zeit   |
| 9.     | Andreas Schillinger | Bora-Argon 18         | gl. Zeit   |
| 10.    | Cesare Benedetti    | Bora-Argon 18         | gl. Zeit   |